# Stephen R. Henley
Pour les articles homonymes, voir Henley.
 (janvier 2021).
Si vous disposez d'ouvrages ou d'articles de référence ou si vous connaissez des sites web de qualité traitant du thème abordé ici, merci de compléter l'article en donnant les références utiles à sa vérifiabilité et en les liant à la section « Notes et références ».
Le colonel Stephen R. Henley est un avocat américain et un officier de l'armée américaine. 
Il est connu pour avoir été nommé président de la Commission militaire de Guantánamo. 

## Biographie

### Président de la Commission militaire de Guantánamo
La première audience présidée par Henley a eu lieu le 19 juin 2008. Le général de brigade Thomas W. Hartmann, le conseiller juridique de l'autorité convocatrice, le numéro deux du Bureau des commissions militaires, a témoigné devant la commission. Le capitaine Keith J. Allred, président de la commission militaire de Salim Ahmed Hamdan avait auparavant interdit à Hartmann de participer. Le major David Frakt de la Réserve de l'armée de l'air des États-Unis, défendant Mohammed Jawad contestait le rôle de Hartmann dans le choix du cas de Mohammed Jawad pour la poursuite.
Le 14 août 2008, Henley a interdit à Hartmann de participer davantage à la commission militaire de Mohammed Jawad. Selon Mike Melia, écrivant pour l'Associated Press, Henley a jugé que Hartmann : « ... a compromis son objectivité dans les déclarations publiques en s'alignant avec les procureurs et en défendant le système du Pentagone pour poursuivre les terroristes présumés. »
Cependant, Henley a choisi de ne pas rejeter les accusations portées contre Jawad en raison de la conduite controversée de Hartmann. Il a conclu que Frakt était autorisé à présenter des arguments pour abandonner les accusations contre Jawad directement à Susan J. Crawford, l'autorité convocatrice, pour savoir si les accusations contre Jawad étaient justifiées.
En juillet 2009, la juge du tribunal de district américain Ellen Huvelle a conclu l'examen de la requête d'Habeas corpus de Mohammed Jawad et a été déclarée civile. Le 28 juillet 2009, Frakt a déposé une requête devant Henley, à la suite de la décision de Huvelle. Il a fait valoir que les commissions militaires n'étaient autorisées qu'à juger les combattants ennemis illégaux et, comme il était officiellement civil, sa commission militaire n'avait pas compétence.